# No te repitas
El principio No te repitas (en inglés Don't Repeat Yourself o DRY, también conocido como Una vez y sólo una) es una filosofía de definición de procesos que promueve la reducción de la duplicación especialmente en computación. Según este principio toda "pieza de información" nunca debería ser duplicada debido a que la duplicación incrementa la dificultad en los cambios y evolución posterior, puede perjudicar la claridad y crear un espacio para posibles inconsistencias. Los términos "pieza de información" son usados en un sentido amplio, abarcando:
- datos almacenados en una base de datos;
- código fuente de un programa de software;
- información textual o documentación.

Cuando el principio DRY se aplica de forma eficiente los cambios en cualquier parte del proceso requieren cambios en un único lugar. Por el contrario, si algunas partes del proceso están repetidas por varios sitios, los cambios pueden provocar fallos con mayor facilidad si todos los sitios en los que aparece no se encuentran sincronizados.